# M.I.M.E.O.
M.I.M.E.O. is een elektronische vrije improvisatie groep gevormd in 1997. De is een afkorting die staat voor "Music In Movement Electronic Orchestra".
Meestal bestaat de groep uit de volgende muzikanten, van verschillende nationaliteiten:
- Phil Durrant, software synthesizer / digitale sampler
- Christian Fennesz, computer
- Cor Fuhler, elektronica, piano, orgel
- Thomas Lehn, analoge synthesizer
- Kaffe Matthews, computer
- Jerome Noetinger, elektroakoestische toestellen
- Gert-Jan Prins, elektronica, radio, TV, percussie
- Peter Rehberg, computer
- Keith Rowe, prepared gitaar
- Marcus Schmickler, computer, synthesizer
- Rafael Toral, gitaar, elektronica

Pianist John Tilbury heeft samen met de groep The Hands of Caravaggio opgenomen, dat is uitgebracht op Erstwhile Records. Criticus Brian Olewnick omschrijft het album met de woorden "A staggering achievement, one is tempted to call The Hands of Caravaggio the first great pianoconcerto of the 21st century."
Hun meest recente album Sight uit 2007 is geïnspireerd door schilder Cy Twombly. De muzikanten leverden elk een paar minuten muziek op een cd van 60 minuten, zonder te weten waar de anderen hun stukjes hadden geplaatst en zonder elkaars stukjes te horen. 